# بازگشت خودکشی‌های خرگوش
بازگشت خودکشی‌های خرگوش (به انگلیسی: Return of the Bunny Suicides)، دومین کتاب پرفروش کمدی سیاه از اندی ریلی است که در سال ۲۰۰۴ منتشر شد و همچون کتاب پیشین آن (کتاب خودکشی‌های خرگوش) به راه‌های متفاوت خودکشی خرگوش‌ها می‌پردازد.

## ویژگی‌ها
طراحی‌های آن همچون کتاب پیشین، بیشتر تکی هستند اما کاریکاتورهای با دو یا سه تصویر نیز در میان آنها دیده می‌شود. در آن به ماشین روب گلدبرگ بیشتر از کتاب قبل پرداخته شده و در این کار از سبک اچ هیث رابینسون استفاده شده‌است. در این کتاب بیشتر از کتاب پیشین به مسائل روز پرداخته شده و از فیلم‌ها و سریال‌هایی چون ارباب حلقه‌ها و دکتر هو استفاده شده‌است. همچنین در یکی از کاریکاتورها، خرگوش را می‌بینیم که زیر مجسمهٔ صدام حسین در حال سقوط نشسته تا با افتادن آن بر روی سرش خودکشی کند.
این نسخه بسیار معروف شد و کار تا آنجا پیش رفت که به‌طور غیرقانونی در اینترنت به‌طور گسترده پخش شد و ناشر کتاب مجبور شد تا از شرکت گوگل درخواست کند که تصاویر کاریکاتورهای این کتاب را از روی موتور جستجوی گوگل پاک کند.